# Steve Bégin
Steve Bégin (né le 14 juin 1978 à Trois-Rivières, dans la province de Québec, au Canada) est un joueur professionnel canadien de hockey sur glace qui évoluait au poste de centre.

## Carrière

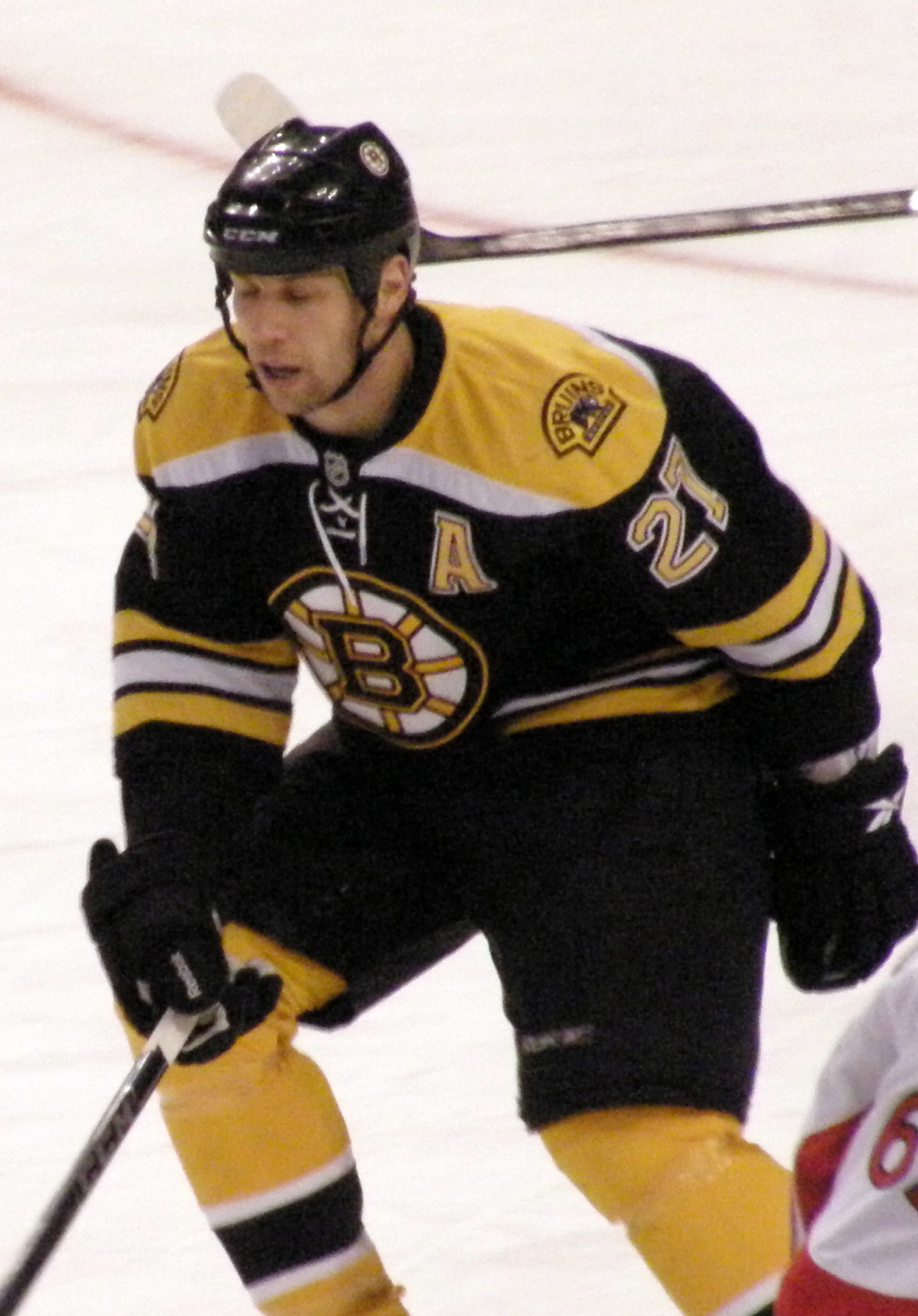
Bégin avec les Bruins de Boston.

Steve Bégin, qui joue au poste de centre a joué deux années dans la ligue Midget AAA pour les Estacades du Cap-De-La-Madeleine en tant que capitaine pour ensuite poursuivre dans les rangs juniors majeurs pour les Foreurs de Val-d'Or en Abitibi-Témiscamingue. Il est repêché par les Flames de Calgary lors du repêchage d'entrée dans la LNH 1996, à la 40e position. Bégin goûte aux joies de la Ligue nationale de hockey avec Calgary avant de le retourner en Abitibi, où il remporte la Coupe du président 1997-1998.
Il remporte la Coupe Calder de la Ligue américaine de hockey avec les Flames de Saint-Jean (équipe mineure des Flames de Calgary) et il est le gagnant du trophée du trophée Jack-A.-Butterfield. Ensuite échangé aux Sabres de Buffalo en compagnie de Chris Drury (contre Rhett Warrener et Steven Reinprecht), Bégin rejoint ensuite les Canadiens le 3 octobre 2003, après avoir été soumis au ballottage.
En 2006, il remporte chez les Canadiens le trophée Jacques-Beauchamp, remis au joueur ayant joué un rôle déterminant dans les succès de l'équipe sans en retirer d'honneur particulier.
Le 5 juin 2006, il signe une entente de trois ans avec les Canadiens de Montréal d'une valeur de trois millions de dollars (un million par an).
Il est échangé le 26 février 2009 aux Stars de Dallas en retour de Doug Janik. À la suite de cet échange, Bob Gainey, directeur général des Canadiens de Montréal déclare : « Steve Bégin a rendu de fiers services aux Canadiens au cours des cinq saisons qu'il a passées à Montréal. Tous les membres de notre organisation sont très reconnaissants de sa contribution, tant sur la glace qu'au sein de la communauté québécoise. Nous lui souhaitons le meilleur des succès avec les Stars de Dallas. ». Il était un des favoris des partisans des Canadiens de Montréal.
Par la suite, le 1er juillet 2009, il se joint aux Bruins de Boston avec un nouveau salaire de 850 000 $ pour un contrat d'un an. La saison suivante, il se joint aux Predators de Nashville en signant une entente à deux volets lui rapportant 550 000 $. Il se présente au club école de l'équipe, les Admirals de Milwaukee, alors que la saison est déjà commencée. Après avoir manqué la saison 2011-2012 en raison d'une blessure, il est invité au camp d'entraînement des Flames de Calgary à la fin du lock-out en janvier 2013.
En 2012, il agit comme analyste à temps partiel pour la station TVA Sports.En 2013, il signe un contrat avec les Flames de Calgary.
Il est marié avec Amélie Cadrin, avec qui il a deux filles, Méanne et Maylia.
Le 16 janvier 2014, il annonce sa retraite de joueur.

## Trophées et honneurs personnels
- 2000–2001 LAH : Coupe Calder (Flames de Saint-Jean)
- 2000–2001 LAH : trophée Jack-A.-Butterfield
- 2005-2006 LNH : trophée Jacques Beauchamp, trophée remis par les Canadiens de Montréal

## Statistiques
| Saison     | Équipe                           | Ligue      |     | Saison régulière | Saison régulière | Saison régulière | Saison régulière | Saison régulière |    | Séries éliminatoires | Séries éliminatoires | Séries éliminatoires | Séries éliminatoires | Séries éliminatoires |
| Saison     | Équipe                           | Ligue      | PJ  | B                | A                | Pts              | Pun              | PJ               | B  | A                    | Pts                  | Pun                  |                      |                      |
| 1993-1994  | Estacades de Trois-Rivières      | QAAA       | 8   | 0                | 1                | 1                | 6                | 2                | 0  | 0                    | 0                    | 0                    |                      |                      |
| 1994-1995  | Estacades de Cap-de-la-Madeleine | QAAA       | 35  | 9                | 15               | 24               | 48               | 3                | 0  | 0                    | 0                    | 2                    |                      |                      |
| 1995-1996  | Foreurs de Val d'Or              | LHJMQ      | 64  | 13               | 23               | 36               | 218              | 13               | 1  | 3                    | 4                    | 33                   |                      |                      |
| 1996-1997  | Foreurs de Val d'Or              | LHJMQ      | 58  | 13               | 33               | 46               | 207              | 10               | 0  | 3                    | 3                    | 8                    |                      |                      |
| 1996-1997  | Flames de Saint-Jean             | LAH        | -   | -                | -                | -                | -                | 4                | 0  | 2                    | 2                    | 6                    |                      |                      |
| 1997-1998  | Foreurs de Val d'Or              | LHJMQ      | 35  | 18               | 17               | 35               | 73               | 15               | 2  | 12                   | 14                   | 34                   |                      |                      |
| 1997-1998  | Flames de Calgary                | LNH        | 5   | 0                | 0                | 0                | 23               | -                | -  | -                    | -                    | -                    |                      |                      |
| 1998-1999  | Flames de Saint-Jean             | LAH        | 73  | 11               | 9                | 20               | 156              | 7                | 2  | 0                    | 2                    | 18                   |                      |                      |
| 1999-2000  | Flames de Saint-Jean             | LAH        | 47  | 13               | 12               | 25               | 99               | -                | -  | -                    | -                    | -                    |                      |                      |
| 1999-2000  | Flames de Calgary                | LNH        | 13  | 1                | 1                | 2                | 18               | -                | -  | -                    | -                    | -                    |                      |                      |
| 2000-2001  | Flames de Saint-Jean             | LAH        | 58  | 14               | 14               | 28               | 109              | 19               | 10 | 7                    | 17                   | 18                   |                      |                      |
| 2000-2001  | Flames de Calgary                | LNH        | 4   | 0                | 0                | 0                | 21               | -                | -  | -                    | -                    | -                    |                      |                      |
| 2001-2002  | Flames de Calgary                | LNH        | 51  | 7                | 5                | 12               | 79               | -                | -  | -                    | -                    | -                    |                      |                      |
| 2002-2003  | Flames de Calgary                | LNH        | 50  | 3                | 1                | 4                | 51               | -                | -  | -                    | -                    | -                    |                      |                      |
| 2003-2004  | Canadiens de Montréal            | LNH        | 52  | 10               | 5                | 15               | 41               | 9                | 0  | 1                    | 1                    | 10                   |                      |                      |
| 2004-2005  | Bulldogs de Hamilton             | LAH        | 21  | 10               | 3                | 13               | 20               | 4                | 0  | 2                    | 2                    | 8                    |                      |                      |
| 2005-2006  | Canadiens de Montréal            | LNH        | 76  | 11               | 12               | 23               | 113              | 2                | 0  | 0                    | 0                    | 2                    |                      |                      |
| 2006-2007  | Canadiens de Montréal            | LNH        | 52  | 5                | 5                | 10               | 46               | -                | -  | -                    | -                    | -                    |                      |                      |
| 2007-2008  | Canadiens de Montréal            | LNH        | 44  | 3                | 5                | 8                | 48               | 12               | 0  | 3                    | 3                    | 8                    |                      |                      |
| 2008-2009  | Canadiens de Montréal            | LNH        | 42  | 6                | 4                | 10               | 27               | -                | -  | -                    | -                    | -                    |                      |                      |
| 2008-2009  | Stars de Dallas                  | LNH        | 20  | 1                | 1                | 2                | 15               | -                | -  | -                    | -                    | -                    |                      |                      |
| 2009-2010  | Bruins de Boston                 | LNH        | 77  | 5                | 9                | 14               | 53               | 13               | 1  | 0                    | 1                    | 10                   |                      |                      |
| 2010-2011  | Admirals de Milwaukee            | LAH        | 36  | 3                | 3                | 6                | 30               | 13               | 3  | 4                    | 7                    | 12                   |                      |                      |
| 2010-2011  | Predators de Nashville           | LNH        | 2   | 0                | 0                | 0                | 4                | -                | -  | -                    | -                    | -                    |                      |                      |
| 2012-2013  | Flames de Calgary                | LNH        | 36  | 4                | 4                | 8                | 22               | -                | -  | -                    | -                    | -                    |                      |                      |
| Totaux LNH | Totaux LNH                       | Totaux LNH | 524 | 56               | 52               | 108              | 561              | 36               | 1  | 4                    | 5                    | 30                   |                      |                      |